# Maki Tabata
Maki Tabata (jap. 田畑 真紀; Tabata Maki; * 9. November 1974 in Mukawa, Landkreis Yūfutsu, Präfektur Hokkaidō) ist eine japanische Eisschnellläuferin und Radsportlerin.

## Werdegang
Maki Tabata ist eine der erfolgreichsten Eisschnellläuferinnen gegen Ende der 1990er und am Beginn der 2000er Jahre. 1991 trat sie erstmals international bei Juniorenweltmeisterschaften in Calgary an. Bei den folgenden Titelkämpfen in Baselga di Pinè gewann sie die Bronzemedaille im Mehrkampf. Im Weltcup debütierte sie im November 1993 in Berlin. Bei ihrem dritten Auftritt, über 1500 Meter in Innsbruck lief sie erstmals in die Top 10. Trotz aller Erfolge konnte Tabata bis heute nie ein Einzel-Weltcuprennen gewinnen. Nur zweimal war sie mit dem Team erfolgreich (2003 in Hamar und 2005 in Baselga di Pinè). Ihre beste Platzierung im Gesamtweltcup war in der Saison 2001/02 ein dritter Rang auf der 3000/5000-Meter-Distanz. 1999/2000 wurde sie auf derselben Strecke Gesamtweltcup-Vierte, ebenso über die 1500 Meter in den Jahren 1999/2000 und 2003/04.
Erstmals an Olympischen Spielen nahm Tabata bei den Olympischen Winterspielen 1994 in Lillehammer teil und wurde 16. über 1500 Meter. Bei ihren nächsten Spielen 2002 gehörte sie zu den Topfavoriten, konnte die Erwartungen jedoch nicht erfüllen. Sie blieb ohne Medaillen und wurde auf der 1000-Meter-Strecke sogar disqualifiziert. Bei den Spielen von Turin trat sie auf vier Strecken an, kam aber nur auf Ränge zwischen 13 und 17. Mit dem Team verpasste sie als Vierte eine Medaille nur knapp. Bei den Olympischen Winterspielen 2010 in Vancouver gewann sie die Silbermedaille in der Teamverfolgung. Über 1500 Meter errang sie den 19. Platz. Vier Jahre später belegte sie bei den Olympischen Winterspielen 2014 in Sotschi den 24. Platz über 1500 Meter und den vierten Rang in der Teamverfolgung.
Bei Weltmeisterschaften konnte Tabata insgesamt sieben Medaillen gewinnen. Ihre erste Medaille gewann sie bei der Mehrkampfweltmeisterschaft 2000 in Milwaukee. Im gleichen Jahr gewann sie auch Bronze über 3000 Meter bei den Einzelstreckenweltmeisterschaften in Nagano. 2001 bei der WM in Salt Lake City gewann sie innerhalb von zwei Tagen Silber über 1500 Meter und Bronze über 5000 Meter. Zwei Jahre später bei der WM in Berlin konnte sie ihre Silbermedaille über 1500 Meter nochmals bestätigen. Bei den Einzelstreckenweltmeisterschaften 2005 in Inzell holte sie Bronze in der Teamverfolgung. Ihre bislang letzte Medaille bei Weltmeisterschaften gewann sie bei den Einzelstreckenweltmeisterschaften 2009 in Richmond mit der Bronzemedaille in der Teamverfolgung.
Tabata war 21-mal japanische Meisterin. Im Kleinen Mehrkampf stellte sie 1998 einen Weltrekord auf, den drei Monate später die US-Amerikanerin Becky Sundstrom übertraf.
2012 war Maki Tabata auch als Bahnradsportlerin aktiv. Sie startete bei den Asiatischen Radsportmeisterschaften 2012 und errang drei Medaillen: Gold in der Einerverfolgung, Silber gemeinsam mit Kanoko Kase und Minami Uwano in der Mannschaftsverfolgung sowie Bronze im Scratch. Sie nahm auch an den UCI-Bahn-Weltmeisterschaften 2012 teil.

## Persönliche Bestzeiten
- 500 m      39,18 s (aufgestellt am 15. März 2001 in Calgary)
- 1000 m    1:15,25 min (aufgestellt am 13. Dezember 2009 in Salt Lake City)
- 1500 m    1:54,28 min (aufgestellt am 12. Dezember 2009 in Salt Lake City)
- 3000 m    4:01,01 min (aufgestellt am 27. Januar 2002 in Calgary)
- 5000 m    7:00,09 min (aufgestellt am 18. März 2006 in Calgary)

## Teilnahmen an Weltmeisterschaften und Olympischen Winterspielen

### Olympische Spiele
- 1994 Lillehammer: 16. Platz 1500 m
- 2002 Salt Lake City: 6. Platz 3000 m, 9. Platz 1500 m
- 2006 Turin: 4. Platz Teamverfolgung, 13. Platz 5000 m, 14. Platz 3000 m, 15. Platz 1500 m, 17. Platz 1000 m
- 2010 Vancouver: 2. Platz Teamverfolgung, 19. Platz 1500 m
- 2014 Sotschi: 4. Platz Teamverfolgung, 25. Platz 1500 m

### Einzelstrecken-Weltmeisterschaften
- 1996 Hamar: 13. Platz 3000 m
- 1997 Warschau: 12. Platz 5000 m, 16. Platz 3000 m, 17. Platz 1500 m
- 1999 Heerenveen: 6. Platz 5000 m, 6. Platz 3000 m, 8. Platz 1500 m
- 2000 Nagano: 3. Platz 3000 m, 7. Platz 5000 m, 9. Platz 1500 m
- 2001 Salt Lake City: 2. Platz 1500 m, 3. Platz 5000 m, 5. Platz 3000 m
- 2003 Berlin: 2. Platz 1500 m
- 2004 Seoul: 6. Platz 1500 m, 9. Platz 1000 m, 11. Platz 3000 m, 13. Platz 5000 m
- 2005 Inzell: 3. Platz Teamverfolgung, 6. Platz 3000 m, 7. Platz 1500 m, 15. Platz 5000 m
- 2007 Salt Lake City: 4. Platz 1500 m, 7. Platz 5000 m, 9. Platz 3000 m
- 2008 Nagano: 4. Platz Teamverfolgung, 10. Platz 1500 m, 10. Platz 3000 m
- 2009 Richmond: 3. Platz Teamverfolgung, 8. Platz 1500 m
- 2015 Heerenveen: 19. Platz 1500 m

### Sprint-Weltmeisterschaften
- 2008 Heerenveen: 20. Platz Sprint-Mehrkampf

### Mehrkampf-Weltmeisterschaften
- 1995 Tynset: 9. Platz Kleiner-Vierkampf
- 1996 Inzell: 7. Platz Kleiner-Vierkampf
- 1999 Hamar: 7. Platz Kleiner-Vierkampf
- 2000 Milwaukee: 3. Platz Kleiner-Vierkampf
- 2001 Budapest: 7. Platz Kleiner-Vierkampf
- 2002 Heerenveen: 8. Platz Kleiner-Vierkampf
- 2003 Göteborg: 7. Platz Kleiner-Vierkampf
- 2004 Hamar: 9. Platz Kleiner-Vierkampf
- 2005 Moskau: 10. Platz Kleiner-Vierkampf
- 2006 Calgary: 7. Platz Kleiner-Vierkampf
- 2007 Heerenveen: 14. Platz Kleiner-Vierkampf
- 2008 Berlin: 13. Platz Kleiner-Vierkampf
- 2009 Hamar: 14. Platz Kleiner-Vierkampf